# بلاك بورد
بلاك بورد (بالإنجليزية: Blackboard Inc.) هو نظام معلومات لإدارة التعليم ومتابعة الطلبة ومراقبة كفاءة العملية التعليمية في المؤسسة التعليمية، يتيح النظام فرص كبيرة للطلبة في التواصل مع المقرر الدراسي خارج قاعة المحاضرات في أي مكان وفي أي وقت، وذلك من خلال هذا النظام الإلكتروني الذي يؤمن لمستخدميه العديد من الأدوات المتنوعة للاطلاع على محتوى المادة العلمية للمقرر والتفاعل معها بطرق ميسرة، بالإضافة إلى التواصل مع أستاذ المقرر وبقية الطلبة المسجلين في نفس المقرر بوسائل إلكترونية متنوعة. حيث يساعد هذا الطلاب بأخذ الدروس دون الذهاب إلى الجامعة فيكون الواجب والامتحان على الإنترنت، وقد يذهبون للاختبار في الكلية أو الجامعة للاختبارات النهائية.